# Т-95
Объе́кт 195 (ОКР «Соверше́нствование-88») — российский проект перспективного основного танка третьего поколения, находившийся в разработке в конструкторском бюро УКБТМ (Нижний Тагил) с 1990 по 2010 годы.
Из-за высокого уровня секретности большая часть информации об этом танке основывается на непроверенных данных. Главное новшество — так называемая «лафетная компоновка», по которой пушка устанавливается в небольшой необитаемой башне, боекомплект находится под башней (по некоторым данным, боекомплект вообще выведен за пределы корпуса путём крепления гондолы с автоматом заряжания к кормовой части необитаемой башни), экипаж изолирован в небольшой бронированной капсуле в носовой части корпуса, при этом его численность может быть уменьшена до двух человек. На танке должны были быть установлены перспективная 152-мм гладкоствольная пушка, семикатковая ходовая часть (предположительно, с активной гидропневматической подвеской) и X-образный дизельный двигатель мощностью от 1 500 л. с..

## Описание
Разработка танка была начата ещё в СССР в рамках программы «Совершенствование-88». Радикально новой чертой машины должно было являться изменение компоновки. Экипаж предполагалось расположить в специальной бронированной капсуле, отделённой бронированием от башни и автомата заряжания. Орудие располагалось в небольшой башне без экипажа. Подобная концепция позволяла значительно снизить силуэт танка, делая его менее заметным на поле боя. Также должна была значительно улучшиться безопасность экипажа.
Предполагалось, что масса нового танка составит около 55 тонн.

## Вооружение
Вооружение танка состояло из 152-мм орудия 2А83 с новым автоматом заряжания. Система управления огнём должна была включать тепловизор и, возможно, радар. В боевом модуле вместе с основным орудием в качестве вспомогательного вооружения устанавливалась 30-мм автоматическая пушка 2А42. В дистанционно управляемой турели был установлен 12,7-мм пулемёт «Корд».

## Система управления огнём
Информация о цели должна была поступать по оптическим, тепловизионным и инфракрасным каналам, в неё предполагалось включить лазерный дальномер и радиолокационную станцию. Новая компоновка предъявляла очень жёсткие требования к СУО, поскольку экипаж был лишён возможности пользоваться традиционными оптическими приборами. Западные проекты танков с необитаемой башней предусматривают, что информация об обстановке на поле боя будет выводиться на экраны, которые создадут для экипажа эффект видения сквозь броню в любом направлении.
Также «Объект 195» планировалось оснастить комплексом «свой-чужой», который позволил бы более динамично действовать в сложных и быстро меняющихся условиях современного поля боя.

## Подвижность
Танк предположительно был оснащён новым двигателем мощностью 1500 и 1650 л. с. в зависимости от варианта. Такую мощность развивает перспективный Х-образный дизельный двигатель. Оснащённая таким двигателем и трансмиссией машина должна обладать высокими ходовыми характеристиками и плавностью хода. При этом шумовые характеристики X-образного двигателя значительно лучше, чем у всех двигателей, которыми ранее оснащались отечественные танки. Коленвал в «Объекте 195», вероятно, расположен вдоль оси машины. Это обусловлено компоновкой двигателя и облегчает стыковку с гидромеханической трансмиссией.
Возможно, в качестве двигателя собирались использовать разработанный на ЧТЗ дизельный двигатель А-85-3 (12Н360) — четырёхтактный, Х-образный, 12-цилиндровый, с газотурбинным наддувом, жидкостного охлаждения с промежуточным охлаждением воздуха. Объём двигателя — почти 35 литров, мощность — 1650 л. с. (при форсировании — до 2200 л. с.). В сравнении с предыдущими двигателями ЧТЗ он отличается существенно меньшими размерами: длина — 81,3 см, ширина — 130 см, высота — 82 см. Масса двигателя — 1550 кг, запас крутящего момента — 30 %, удельный расход топлива — 160 г/л. с.·ч. Двигатель является абсолютно новой конструкцией и имеет большой потенциал для увеличения мощности при незначительном росте габаритных размеров и веса.

## Состояние проекта
7 апреля 2010 года заместитель министра обороны, начальник вооружения Вооружённых сил России Владимир Поповкин заявил о прекращении финансирования разработки танка «Объект 195» и закрытии проекта. По словам Поповкина, проект машины морально устарел.
В начале июля 2010 года министр промышленности и науки Свердловской области Александр Петров заявил, что «Уралвагонзавод» вскоре завершит разработку «Объекта 195», проводившуюся самостоятельно. Однако закрытие темы и её бесперспективность в глазах нынешнего руководства МО были подтверждены независимыми экспертами: причиной отказа Минобороны России названа невозможность серийного производства машины и её новых сложных комплектующих силами нынешнего российского ОПК.
15 июля 2010 года в Нижнем Тагиле на выставке «Оборона и защита 2010», по сообщениям прессы, впервые состоялся закрытый показ танка «Объект 195».
В начале апреля 2011 года гендиректор корпорации «Уралвагонзавод» Олег Сиенко в ходе интервью УОТК «Ермак» сообщил, что несмотря на отказ Министерства обороны Российской Федерации финансировать проект и принципиальность его позиции по данному вопросу, «Уралвагонзавод» будет продолжать работы по доводке «Объекта 195», вероятно — совместно с Минпромторгом.
В качестве замены «Объекту 195» в новой программе вооружений принята «унифицированная тяжёлая платформа» «Армата». Сообщается, что, несмотря на заявления Минобороны о моральном устаревании «Объекта 195» и необходимости принципиально новых машин, конструкция платформы «Армата» должна быть значительно более простой и намного более консервативной по сравнению с ним.

## Предполагаемые характеристики танка «Объект 195»
- Экипаж: два — три человека.
- Двигатель: перспективный Х-образный дизельный двигатель мощностью 1500—1650 л. с. разрабатываемый в Челябинске.[5][6]
- Скорость по шоссе: более 75 км/ч.
- Скорость по пересеченной местности: более 50 км/ч.
- Удельная мощность: не менее 30 л. с. на тонну.
- Давление на грунт: около 0,9 кг/см².

Вооружение:
- 152-мм гладкоствольная пушка 2А83.
- 30-мм автоматическая пушка 2А42[2]
- Типы боеприпасов: БПС, ОФС, КУВ.
- Пулемёты: 1 × 12,7-мм «Корд»
- Системы противодействия: система «Штора-2», КАЗ «Дрозд-2» или «Штандарт».

Бронирование:
- Многослойная комбинированная с использованием встроенной динамической защиты нового поколения, разрабатываемая в рамках ОКР «Реликт».

## Другие проекты
По информации западных источников начала 1980-х годов, существовал следующий вариант компоновки перспективного танка. Высота танка — порядка 2 м. Пушка соединена с вращающимися вместе с ней боевым отделением и автоматическим заряжающим устройством карусельного типа. Два члена экипажа размещаются в горизонтальных креслах. Наблюдение за полем боя ведётся с использованием перископов и оптических приборов. У командира танка имеются лазерный дальномер и инфракрасный прибор ночного видения.
Танк оснащён лазерным устройством для поражения оптики прицелов и приборов наблюдения танков и ПТРК противника (LASAR). Оно осуществляет обзор местности лазерным лучом малой мощности и фиксирует отражения от линз оптических приборов противника. Обнаружив отражение, оно посылает туда лазерный импульс большой мощности, ослепляя наблюдателя или электронный прибор наблюдения, это средство сейчас действительно применяется на китайском танке «Тип 98».
Применение подобного вооружения частично запрещено ООН в соответствии с протоколом IV к Конвенции о конкретных видах обычного оружия от 13 октября 1995 года.
Основное вооружение танка — 152-мм гладкоствольная пушка 2А83 с возможностью запуска управляемого реактивного снаряда через ствол.
В видении омских конструкторов танк будущего должен оставаться ракетно-пушечным, массой до 50 тонн, с пушкой большого калибра, вынесенной из боевого отделения, и артиллерийскими снарядами, не только обладающими повышенной мощностью, но и способными корректироваться по траектории (принцип «выстрелил — забыл — поразил»). У него должны быть семиопорное шасси с передним расположением моторно-силовой установки и гидропневматическая либо регулируемая подвеска. Мощность газотурбинного двигателя на уровне 1800 л. с. (не исключён симбиоз с дизелем) должна позволять танку развивать максимальную скорость не менее 95 км/ч, при средней по грунтовым дорогам до 60 км/ч. Размещение экипажа до 2 человек — в изолированной рубке управления в наиболее защищённой средней части корпуса; автоматизированная система управления огнём, комплекс систем жизнеобеспечения, эргономичные кресла. Блочно-модульная конструкция перспективного танка позволит за счёт замены функциональных модулей создать семейство унифицированных машин: боевой машины поддержки танков, самоходно-артиллерийской установки, машины поддержки с противотанковым ракетным комплексом, машины разведки и управления, роботизированной боевой машины.

## Модификации и похожие проекты
- Танк «Чёрный орёл»
- Т-14